# 1000 способів померти
«1000 способів померти» (англ. «1000 Ways to Die») — американський телесеріал, який виходив у ефірі «Spike» з 14 травня 2008 по 15 липня 2012 рік, а також на каналі «Comedy Central». Програма відтворює незвичайні передбачувані смерті, реальні події та розвінчані міські легенди, а також містить інтерв'ю з реальними медичними експертами, які описують науку, що стоїть за кожною смертю. До кінця першого сезону остаточна історія кожного епізоду показувала реальні кадри небезпечних ситуацій, які ледь не закінчилися смертю, а також інтерв'ю тих, хто брав участь у цих ситуаціях. Частина цих смертей була номінована або отримала Премія Дарвіна. Рон Перлман служив оповідачем у кожному епізоді з третього епізоду (з Томом Бірсом, що розповідає про перші два епізоди); починаючи з епізоду «Tweets from the Dead» (укр. «Твіти з мертвих»), Джо Ірвін був представлений замість оповідача.
Spike спалив останні чотири епізоди, закінчивши серію передачею «Death, The Final Frontier» (укр. «Смерть, остання межа»). «1000 Ways to Die» було скасовано через низький рейтинг після того, як продюсери та зірки шоу нанесли страйк мережі.